# Augustin Rabensteiner
Augustin Rabensteiner, OSB (* 11. November 1847 in Villanders; † 19. Juli 1920 in Lambach) war ein österreichischer Benediktiner.

## Leben
Der Sohn eines Fuhrmannes studierte katholische Theologie in Innsbruck und Salzburg. Er trat 1869 in das Benediktinerstift Lambach ein und legte 1873 die feierliche Profess ab. Nach der Priesterweihe 1874 war er von 1876 bis 1895 im Stift Bibliothekar, ab 1880 Archivar, ab 1890 Prior, ab 1894 auch als Novizenmeister und Klerikerdirektor. sowie ab 1899 Küchen- und Gastmeister.

## Schriften
- Eine bischöfl. Reformcommission im Kloster Lambach im Jahre 1377, in: SMGB 9 (1888), S. 138–143.
- Beiträge zur Reformgeschichte der Benediktinerklöster im 15. Jh., in: SMGB 10 (1889), S. 414–422.
- Necrologium monasterii OSB. Lambacensis, Linz 1891.
- Das Stift und der Markt Lambach während der frz. Einfälle in den Jahren 1800, 1805 und 1809, Wels 1898.
- Das Kriegerdenkmal in Lambach, ein Gedenkblatt zu dessen Enthüllungsfeier am 25. Juni 1901, Steyr o. J.
- Chronik des Marktes Lambach unter der 60jährigen Regierung Kaiser Franz Josef 1848–1908, Gmunden o. J.
- Notizen über den Lambacher Altar in Maria Plain bei Salzburg, in: CKB 58 (1917), S. 71.
- Bernhard Fischer v. Erlach und der Lambacher Hochaltar, in: Monatsblatt des Wiener Altertums-Vereines 35 (1918), S. 133–135.
- Archivalien zur Baugeschichte der Dreifaltigkeitskirche in Paura, in: Jahrbuch des kunsthist. Instituts Wien 13 (1919), S. 104.